# Nati nel 2009
| Questa pagina contiene informazioni ricavate automaticamente dalle voci biografiche con l'ausilio del template Bio e di un bot. L'aggiornamento è periodico e automatico e ricostruisce completamente la pagina. Se manca una persona in questa lista, sei pregato di non aggiungerla, ma accertati piuttosto che la sua voce biografica contenga il template Bio e che i dati anagrafici siano correttamente compilati. Se il template Bio manca, inseriscilo tu stesso o, in alternativa, metti l'avviso {{tmp\|Bio}} che ne segnala la mancanza. Se i dati riportati sono sbagliati, correggi direttamente la voce biografica; le modifiche saranno visibili in questa lista entro pochi giorni. Per chiarimenti vedi il progetto biografie. La lista contiene solo le 47 persone che sono citate nell'enciclopedia e per le quali è stato implementato correttamente il template Bio. Pagina aggiornata al 18 ago 2025. |

- 1º gennaio - Salvatore Iacovelli, pallanuotista italiano
- 5 gennaio - Walker Scobell, attore statunitense
- 8 gennaio - Liz Akama, skater giapponese
- 21 gennaio - Lior Makmel, nuotatrice artistica israeliana
- 30 gennaio - Heyue Ji, sincronetta cinese
- 4 febbraio - Klaudie Kudělková, nuotatrice artistica ceca
- 5 febbraio - Abhimanyu Mishra, scacchista statunitense
- 11 febbraio - Ghizal Akbar, nuotatrice artistica statunitense
- 18 febbraio - Julieta Pareja, tennista statunitense
- 19 febbraio - Romane Temessek, nuotatrice artistica francese
- 25 febbraio - Alisa Ševčenko, nuotatrice artistica russa
- 2 marzo - Sumire Nakamura, goista giapponese
- 5 marzo - Aviv Haim, nuotatrice artistica israeliana
- 12 marzo - Jaelyn Liu, schermitrice statunitense
- 27 marzo - Ilektra Rapti, nuotatrice artistica greca
- 1º aprile - Valentina Filippeschi, attrice italiana
- 6 aprile - Shaylee Mansfield, attrice e youtuber statunitense
- 6 aprile - Valentina Tronel, cantante francese
- 9 aprile - Taťána Fleková, nuotatrice artistica ceca
- 15 aprile - Julia Butters, attrice statunitense
- 15 aprile - Isaac Ordonez, attore statunitense
- 17 aprile - Colton Osorio, attore colombiano
- 26 aprile - Polina Čibisova, nuotatrice artistica russa
- 1º maggio - Sofie Schindlerová, nuotatrice artistica ceca
- 5 maggio - Marios Kritsas, nuotatore artistico greco
- 2 giugno - Maria Ioanna Amerali, nuotatrice artistica greca
- 29 giugno - Alihan Türkdemir, attore turco
- 2 luglio - Alexa Swinton, attrice e cantautrice statunitense
- 10 luglio - Jeremy Monga, calciatore inglese
- 21 agosto - Noga Levy, nuotatrice artistica israeliana
- 25 agosto - Yara Sharabi, nuotatrice artistica israeliana
- 18 settembre - Yasmina Islamova, nuotatrice artistica kazaka
- 22 settembre - Coco Yoshizawa, skater giapponese
- 25 settembre - Leah Jeffries, attrice statunitense
- 26 settembre - Alisha Weir, attrice irlandese
- 28 settembre - Cavan Sullivan, calciatore statunitense
- 29 settembre - Beren Gökyıldız, attrice turca
- 2 ottobre - Lissandro, cantante francese
- 8 ottobre - Gordon Cormier, attore canadese
- 13 ottobre - Alice Lee, scacchista statunitense
- 2 novembre - Gong Zhenqi, nuotatrice cinese
- 6 novembre - Ema Kaufmanová, nuotatrice artistica ceca
- 9 novembre - Lika Čečura, nuotatrice artistica russa
- 10 novembre - Christian Convery, attore canadese
- 12 novembre - Sara Shimizu, snowboarder statunitense
- 20 novembre - Kelly Doualla, velocista italiana
- 25 dicembre - Zyanya Parra, tuffatrice messicana